# Cardiff (Alabama)
Cardiff – miasto w Stanach Zjednoczonych, w stanie Alabama, w hrabstwie Jefferson. W roku 2023 miasto zamieszkiwały 52 osoby, a gęstość zaludnienia wynosiła 104 osoby/km².